# Collège Saint-Joseph (Guilvinec)
Pour les articles homonymes, voir Collège Saint-Joseph et Lycée Saint-Joseph.
Le collège Saint-Joseph est un établissement scolaire situé à Guilvinec, port de pêche du Sud du département du Finistère, en Bretagne, en France. Fondé en 1949, il est au départ une simple école primaire ; depuis la loi du 31 décembre 1959, dite loi Debré, c'est un établissement scolaire privé catholique sous contrat d'association avec l’État. Il est placé sous la tutelle de la congrégation des frères de Saint-Gabriel à sa création, avant de passer sous tutelle diocésaine en 1970.

## Histoire

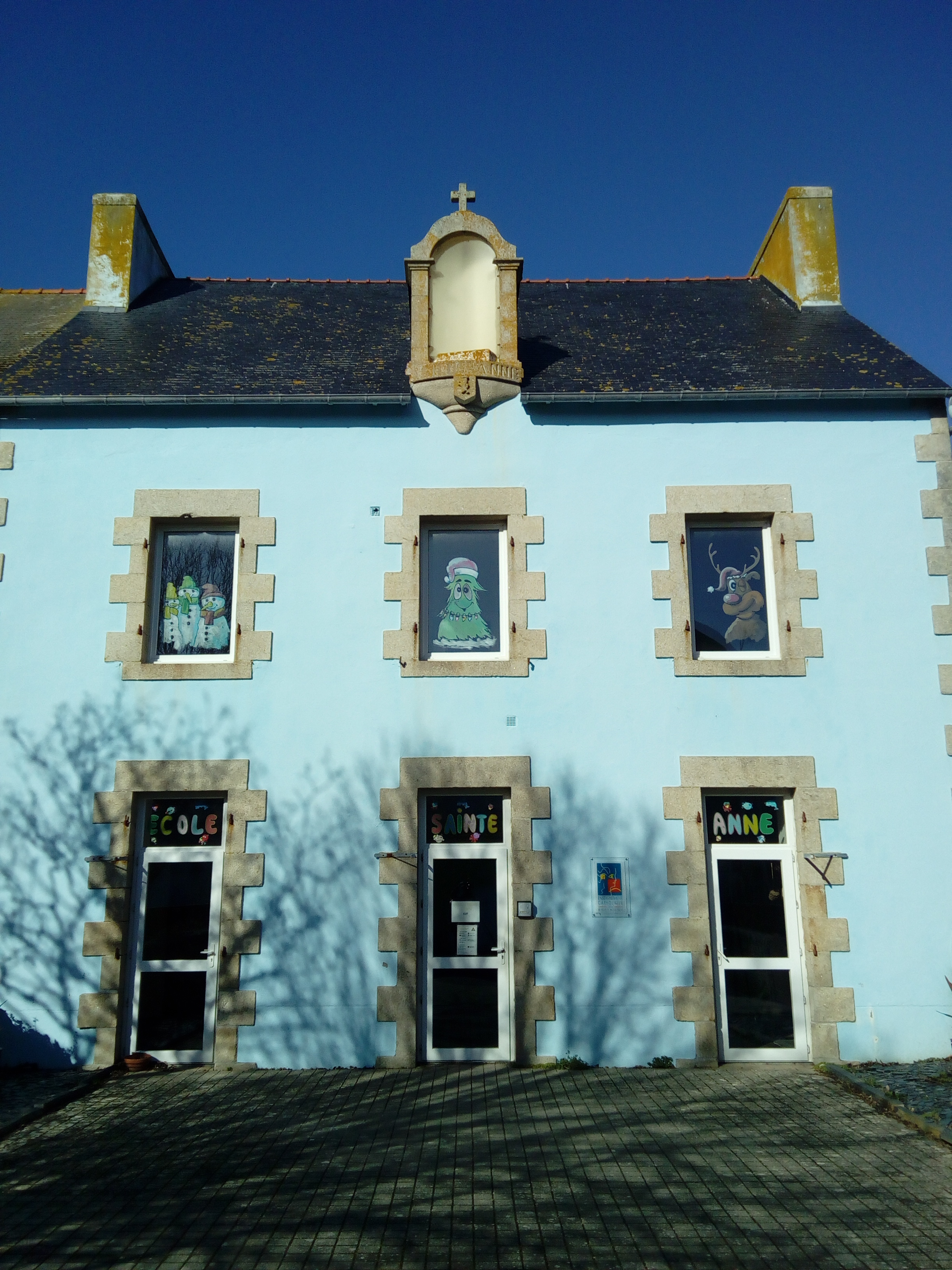
Bâtiment principal de l'école Sainte-Anne, en 2017 ; à signaler, le frontispice dans lequel se trouvait autrefois une statue de Sainte-Anne.

Il faut attendre 1938 pour que la commune, créée par le président Jules Grévy en 1880, se dote d'un cours complémentaire mixte laïc, permettant à beaucoup d'enfants de poursuivre des études secondaires sur place. Auparavant, Guilvinec ne compte que des écoles maternelles et primaires, dont l'école Sainte-Anne, créée pour la maternelle en 1896, et pour le cours élémentaire en 1897, par la Congrégation religieuse des Filles du Saint-Esprit quelques années après la création de la paroisse en 1892.

### «Saint-Jo du patronage» (1949-1958)

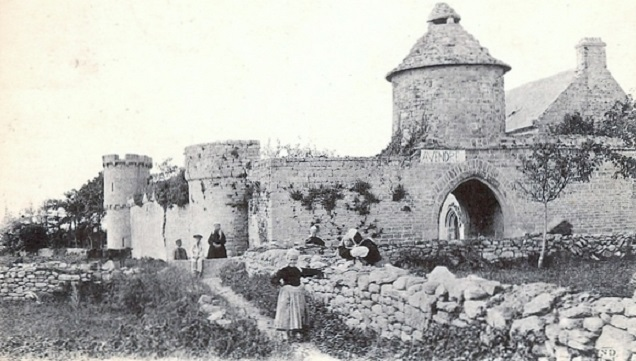
Le manoir de Kergoz vers 1900 ; à noter le panneau "à vendre" au dessus de l'entrée

C'est à la fin de la Seconde Guerre mondiale que la paroisse de Guilvinec, sous l'impulsion du chanoine Joseph Le Gall, émet le souhait de faire construire une école privée de garçons dans la commune, l'école de filles, Sainte-Anne, acceptant les garçons en maternelle, mais plus au moment de la scolarité obligatoire, à partir de 6 ans. Depuis la création de la paroisse en 1892, les garçons doivent alors aller à l'école publique, ou en pension à l'école que les Frères de l'instruction chrétienne de Ploërmel, ont fondée à Treffiagat en 1890. De plus, la commune ayant une tradition de gauche (la municipalité est communiste en 1935, cas rare à l'époque, et reste à gauche jusqu'en 1995, si on exclut les nominations des années 1940-1944), le besoin d'un établissement privé se fait sans doute moins sentir, et ne bénéficie pas forcément du soutien communal.

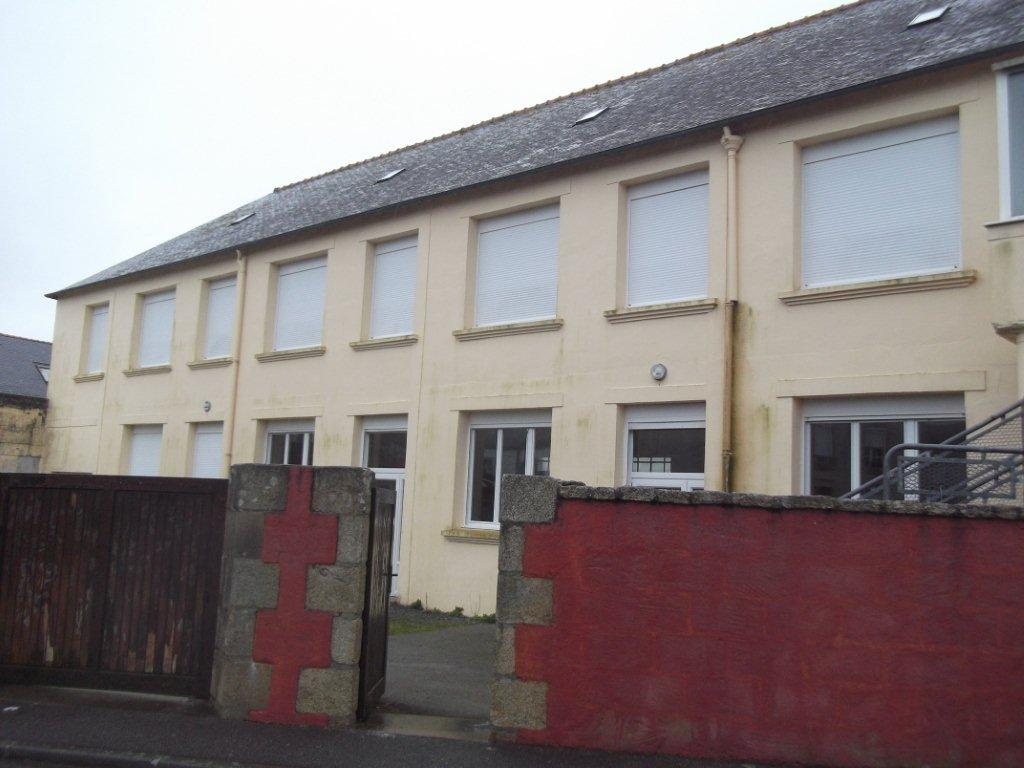
Photographie du patronage de Guilvinec (ici en 2017), lieu de l'école Saint-Joseph de 1949 à 1958

Dans un premier temps, la paroisse achète le manoir de Kergoz, « choix peu judicieux » selon Pierre-Jean Berrou, car la commune obtient très vite l'expropriation des lieux au bénéfice du cours complémentaire laïc, l'école publique de garçons manquant grandement de places. Décidée en mars 1949 par le chanoine Joseph Le Gall, l'école Saint-Joseph est alors installée, à l'étroit, dans la cour du patronage, érigé en 1930 et transformé en cinéma, "l'étoile d'Arvor". Cette situation se veut provisoire, mais les locaux sont inaugurés le 2 octobre 1949, avec un banquet de 240 couverts, et bénis le 29 novembre suivant, par André Fauvel. Ce dernier déclare alors, parlant de la nouvelle école : « Si le provisoire est si magnifique, que sera le définitif ? » Entre-temps, le 7 octobre, 65 élèves font leur rentrée, encadrés par 3 enseignants, dont le frère Gwénaël Jaffry, nommé directeur. Il fait partie de la congrégation des Frères de Saint-Gabriel, installée à Pont-l'Abbé depuis 1894, date de la création de l'école Saint-Gabriel.
À la rentrée 1950, le cours complémentaire (sixième et cinquième) ouvre, suivi en 1951 du niveau quatrième, et la cour devient vite trop exiguë pour tous les élèves, les grands jouant alors sur le parvis de l'église Sainte-Anne toute proche. En janvier 1952, l'association des parents d'élèves de l'enseignement libre est créée, et en septembre, la classe de troisième ouvre, dotant l'école d'un cours complémentaire complet.
Le 15 mai de la même année, la paroisse acquiert le terrain dit "de Rufoligou", situé derrière l'école publique des filles et propriété de la famille Stéphan, en vue de la construction, un jour, d'une école chrétienne de garçons.
En 1957, un jeune instituteur est embauché à Saint-Jo du patronage, Laurent Gloaguen ; ce dernier va jouer un rôle important voire décisif pour Saint-Joseph dans les trois décennies suivantes.

### «Saint-Jo de la Palue» (depuis 1958)

#### La fondation

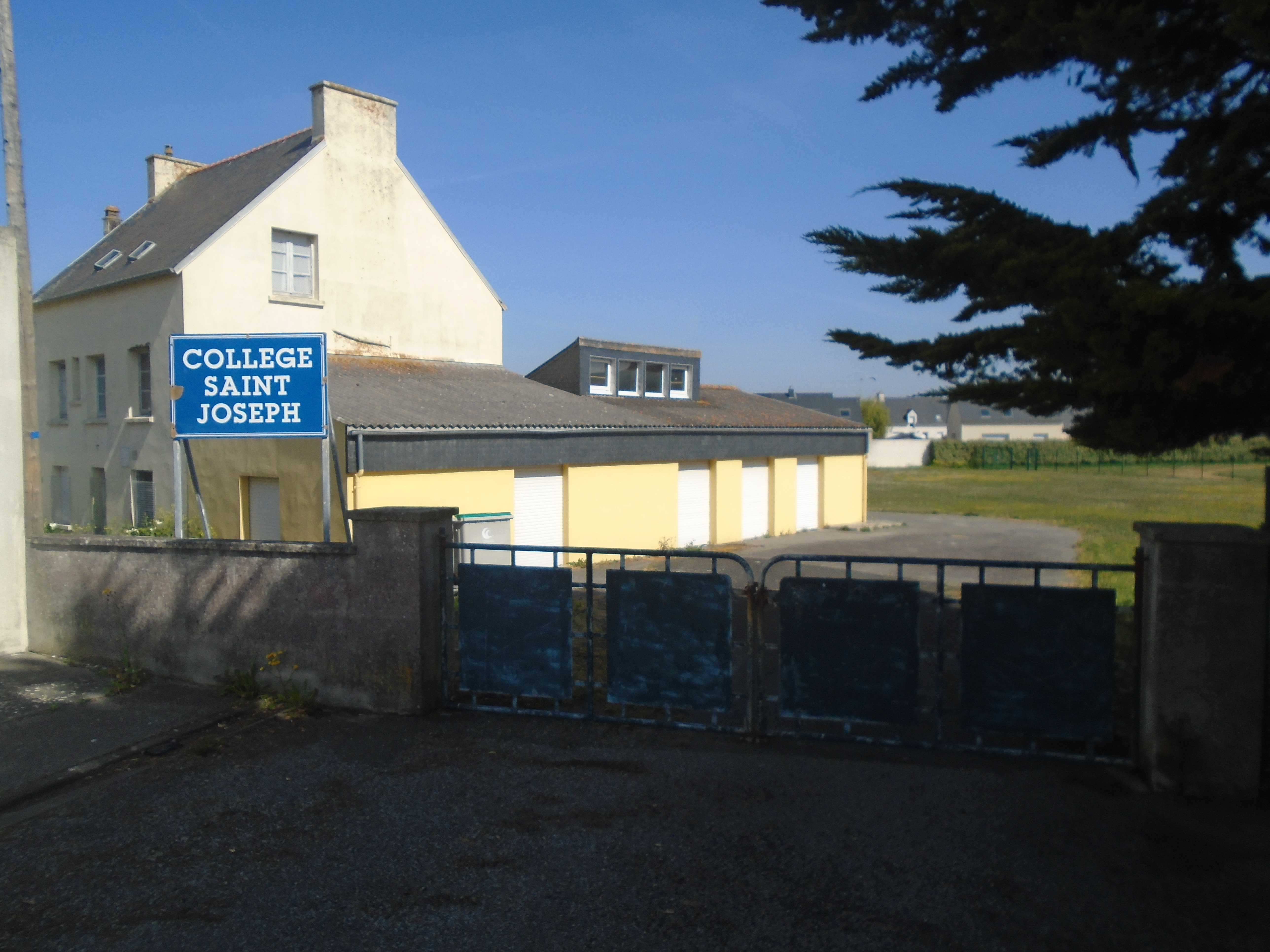
Ancienne entrée du collège, rue Paul-Éluard. En jaune, le self, et derrière, à gauche, maison des frères

En 1957, le recteur de Guilvinec, l'abbé Pierre Marzin, souhaite mettre un terme à la situation provisoire de l'école Saint-Joseph en émettant le souhait de faire construire une véritable école chrétienne pour les garçons. Le site retenu se trouve au Nord Ouest de la ville et au Sud de la ligne de chemin de fer qui périclite, sur les dunes de la Palue. Le 6 mai 1957, la première pierre est posée, et l'école connaît sa première rentrée le 19 septembre 1958. Le dimanche 5 octobre, André Fauvel bénit la nouvelle école, assisté du chanoine Prigent, en présence du Frère directeur Jean-Louis Bargain, des frères de la communauté Saint-Gabriel des environs et de Sœur Pauline, religieuse de la congrégation des Filles du Saint-Esprit, enseignante de maternelle à l'école Sainte-Anne, et très connue à Guilvinec pour avoir sauvé la ville de la famine au début du siècle.
L'année suivante, c'est la maison des frères qui est construite ; elle est aménagée au cours de l'été 1959. L'accès à l'école se fait par une grille près de cette maison, au fond de la rue Paul-Éluard.
En 1962, un penty est accolé à la maison des frères, pour faire office de cantine.
En 1963, la carte scolaire est modifiée et il est décidé que le cours complémentaire (entendre : le collège) se fera à Sainte-Anne, en classe mixte pour les sixièmes cinquièmes, la suite seulement pour les filles. Pour éviter une hémorragie trop importante des effectifs, l'APEL et l'AEP (Association d'éducation populaire) financent l'achat d'un car, pour que les élèves garçons de Penmarc'h, qui vont en primaire à Saint-Gabriel de Pont-l'Abbé, viennent sur Saint-Joseph de Guilvinec.

« C'est à cette époque qu'au volant du car bleu que je prenais tous les matins au presbytère de Saint-Guénolé, je partais par l'Ecole de la Croix où je déposais les petiots puis je passais par Saint-Joseph de Penmarc'h où je laissais les filles avant de venir au Guilvinec (sic) conduire les garçons du primaire à Saint-Jo et les filles et les garçons (6ème-5ème) du Cours complémentaire à Sainte-Anne. C'était le bon temps ! »

— Laurent Gloaguen
C'est une réussite dans la mesure où une cinquantaine d'élèves descendent chaque jour de ce car bleu.

#### Le départ des frères de Saint-Gabriel
À la fin de l'année 1969, les frères de Saint-Gabriel laissent l'école Saint-Joseph aux bons soins de Laurent Gloaguen, nommé directeur. Cependant, l'école est en crise, car les religieuses du Saint-Esprit abandonnent le cours complémentaire de Sainte-Anne au bénéfice de Saint-Gabriel de Pont-l'Abbé ; l'école Saint-Joseph compte alors simplement 54 élèves de sixième-cinquième pour trois enseignants. La situation se détériore car nombreux sont les parents qui préfèrent envoyer directement leurs enfants à Pont-l'Abbé pour l'ensemble du cours complémentaire, de la sixième à la troisième. En 1972, l'école ne compte plus que 36 élèves. Finalement, la direction de Saint-Gabriel de Pont-l'Abbé impose la carte scolaire aux parents des communes autour de Guilvinec, et les effectifs repartent à la hausse.

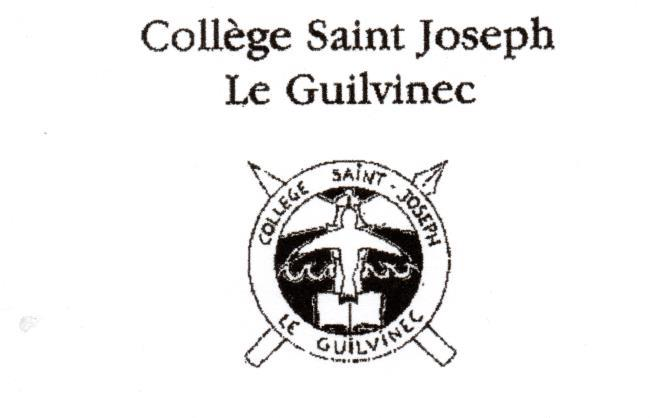
Logotype du collège, réalisé dans les années 1980 par des élèves du collège, avec l'appui de leur professeur d'Arts Plastiques, Antoinette Chever. À noter l'utilisation de l'article "Le" précédant le nom de la ville, comme c'est souvent l'usage.

#### Le collège

Logotype réalisé par le professeur de technologie Jérôme Coatantiec, à l'occasion des 60 ans de l'établissement.

En 1977, à la suite de la réforme Haby qui se met progressivement en place, l'école prend officiellement le nom de collège ; en termes d'effectifs, le collège atteint son apogée en 1983, avec 270 élèves ! Entre-temps, en 1981, un poste administratif est créé, de nouvelles classes sont construites, dont cinq en préfabriqué (détruites en 1997).
En 1987, le 27 juin, c'est le Secrétaire d'État à la Mer, Ambroise Guellec, qui inaugure la nouvelle cantine, devenue self-service depuis, autour des conseillers généraux Pierre Draoulec et Sébastien Jolivet.
En 1995, sous l'impulsion de Bernard Trellu, directeur, le hall est réaménagé et l'entrée du collège modernisée : c'est celle que nous pouvons voir aujourd'hui. Au début des années 2000, l'adresse du collège change et est fixée rue Pierre Le Goff, au Nord du collège, sur l'ancienne voie de chemin de fer.
En 2002, il est décidé, pour renforcer les liens entre les établissements, de placer le collège Saint-Joseph sous l'égide de l'Ensemble scolaire Saint-Gabriel de Pont-l'Abbé. Ronan Cariou devient donc directeur du collège, mais délègue une bonne partie de ses responsabilités au directeur-adjoint qu'il nomme, Jean-Jacques Bargain. Il s'agit d'une certaine façon d'un retour aux sources, l'école Saint-Joseph ayant à l'origine été créée par les Frères de Saint-Gabriel de Pont-l'Abbé.
En 2018, le collège célèbre ses 60 ans, en présence notamment du sénateur du Finistère Michel Canévet, du maire de Guilvinec et ancien élève, Jean-Luc Tanneau, ou encore du directeur de l’enseignement catholique du Finistère, Patrick Lamour.notre
Le 21 mars 2023, en présence du directeur diocésain du Finistère, Christophe Geffard, du père Guézingar de la paroisse Notre-Dame de la Joie en pays Bigouden, de Stéphane Le Doaré représentant Maël de Calan, président du conseil départemental du Finistère, des équipes éducatives et des élèves, trois nouvelles salles sont inaugurées : une nouvelle salle d'Arts plastiques et d'Education Musical, un laboratoire de sciences et une salle de Technologie informatique.

## Évolution des effectifs
1949 : 55 élèves

1950 : 65 élèves

1956 : 124 élèves

1964 : 127 élèves

1969 : 54 élèves

1972 : 36 élèves

1973 : 55 élèves

1974 : 75 élèves

1975 : 120 élèves

1976 : 175 élèves

1977 : 205 élèves

1981 : 230 élèves

1983 : 270 élèves

1985 : 202 élèves

1989 : 146 élèves

1995 : 118 élèves

2001 : 115 élèves

2005 : 121 élèves

2010 : 119 élèves

2021 : 115 élèves

2023 : 122 élèves

2024 : 135 élèves

## Liste des directeurs
| Directeur                | Années de responsabilités et titre                                                                                | Nom du directeur adjoint |
| ------------------------ | --- | --- |
| Frère Gwénaël Jaffry     | 1949 - 1956, Directeur de l'école Saint-Joseph du patronage                                                       | |
| Frère Louis Péron        | 1956 - 1957, Directeur de l'école Saint-Joseph du patronage                                                       | |
| Frère Jean-Louis Bargain | 1957 - 1958, Directeur de l'école Saint-Joseph du patronage                                                       | |
| Frère Marc Drézen        | 1958 - 1962, Directeur de l'école Saint-Joseph de la Palue                                                        | |
| Frère Le Bot             | 1962 - 1965, Directeur de l'école Saint-Joseph de la Palue                                                        | |
| Frère Laurent Menguy     | 1965 - 1969, Directeur de l'école Saint-Joseph de la Palue ; dernier frère de Saint-Gabriel à diriger l'école     | |
| Laurent Gloaguen         | 1969 - 1985, Directeur de l'école Saint-Joseph de la Palue, (1969-1977), puis du collège Saint-Joseph (1977-1985) | |
| Jean-Claude Baudet       | 1985 - 1994, Directeur du collège Saint-Joseph                                                                    | |
| Bernard Trellu           | 1994 - 1997, Directeur du collège Saint-Joseph                                                                    | |
| Hervé Saliou             | 1997 - 2002, Directeur du collège Saint-Joseph                                                                    | |
| Ronan Cariou             | 2002 - 2016, Directeur de l'Ensemble scolaire Saint-Gabriel                                                       | 2002 - 2016, Jean-Jacques Bargain, directeur adjoint Intérim assuré par Sabine Loussouarn de 2013 à 2016                                                    |
| Yannick Coulouarn        | 2016 2021, Directeur de l'Ensemble scolaire Saint-Gabriel                                                         | 2016 - 2017, Jean-Jacques Bargain, directeur adjoint À partir de septembre 2017, Nathalie Cherdel, directrice adjointe                                      |
| Erwan Caroff             | Depuis septembre 2021, Directeur de l'Ensemble scolaire Saint-Gabriel                                             | 2021-2023, Nathalie Cherdel, directrice adjointe 2023-2024, Julien Nicolas, directeur adjoint A partir de septembre 2024, Bertrand Louët, directeur adjoint |

## L'établissement aujourd'hui

### Les classes coopératives
En raison de l'évolution des effectifs, le directeur de l'ensemble scolaire Saint-Gabriel, Ronan Cariou, décide pour la rentrée 2013 - 2014, de mettre en place diverses innovations pédagogiques, sous la houlette de Jean-Philippe Abgrall, enseignant formateur sur l'ensemble scolaire ; ces nouveautés concernent la classe de sixième du collège, et vont se montrer, sur certains points, précurseurs de la controversée réforme du collège, entrée en vigueur à la rentrée 2016 :
- Temps d'accueil des élèves en début de journée (1/2 heure)[n 10]
- Temps de bilan avec les élèves en fin de journée (1/2 heure)
- Initiation à la technique dite de la carte mentale
- Réactivation rapide de la séance (heure de cours) précédente, par les élèves, à un enseignant qui n'a pas assisté au cours précédent
- Renforcement du travail d'équipe pendant les cours et développement de la coopération
- Suppression de l'évaluation chiffrée, remplacée par une évaluation par compétences (que la réforme du collège développe à partir de 2016). Depuis septembre 2017, cette évaluation non chiffrée reste appliquée en début de sixième (premier trimestre), puis les notes sont réintroduites pour la suite de la scolarité.
- Introduction progressive de la tablette tactile dans les séances en classe[17]
- cours inversés
- Formation des enseignants aux neurosciences
- L'école des parents[n 11]

En dehors de la réflexion que soulève la mise en place de ces innovations pédagogiques, celles-ci suscitent, en 2014, un attrait de la presse écrite, comme le quotidien La Croix, ou l'hebdomadaire le Nouvel Observateur, qui rédigent des articles sur ces bouleversements pédagogiques. De même, le journal de 20 heures de France 2 produit un reportage, dans le cadre d'une réflexion sur l'évaluation (pour ou contre l'évaluation par notes ?), deux semaines après la rentrée des classes de septembre 2014. Ces innovations pédagogiques et la médiatisation qui en résulte, dans le milieu scolaire notamment, font bien vite des émules dans le département,, notamment au collège de l'ensemble scolaire Saint-Gabriel de Pont-l'Abbé, à la rentrée 2014-2015.

### La poursuite des innovations pédagogiques
À la rentrée 2016, Yannick Coulouarn reprend la direction de l'Ensemble scolaire et poursuit l'impulsion lancée par son prédécesseur, en parachevant la réalisation du nouveau site web du collège. Saint-Joseph se dote également d'une chaîne pédagogique sur le site d'hébergement de vidéos YouTube. Conformément à la réforme du collège entrée en vigueur en 2016, l'établissement s'équipe également du livret scolaire numérique universel, qui doit permettre de suivre un élève du cours préparatoire à la classe de troisième. D'après le journaliste Franck Edart, qui présente un sujet sur ce thème dans le 19:45 du mercredi 8 mars 2017 - journal télévisé dans lequel il est interrogé par Xavier de Moulins -, entre 30 et 40 % des établissements scolaires l'utilisent pour le moment. La transition numérique se fait petit à petit.
La réforme du collège, définissant l'enseignement par cycle, conseille le rapprochement des élèves du cycle 3 (CM1, CM2 et sixième). La proximité entre l'école primaire Sainte-Anne et le collège Saint-Joseph facilitant les choses, divers projets pédagogiques intégrant ces trois niveaux se mettent en place : un défi lecture et la rencontre avec l'auteur Marin Ledun, le projet trans'art avec la participation à un clip autour d'une chanson de Bob Dylan. Les liens avec Sainte-Anne, aussi anciens que l'école Saint-Joseph, semblent à nouveau se renforcer.
Par ailleurs, sous l'égide de leur professeur d'Arts Plastiques, les élèves de 6e et de 5e participent cette même année au septième Festival photo l'Homme et la mer de Guilvinec, où ils exposent des photographies réalisées d'après les conseils du photographe autochtone Valentin Figueras.
La rentrée 2017 prévoit l'instauration de nouvelles options comme l'équitation et le surf, qui se rajoutent à la chorale déjà existante. Cette même année voit, à l'initiative de Nathalie Cherdel, un projet de mini-entreprise proposé aux élèves. Une fois par semaine, les élèves se réunissent, aidés de parents d'élèves volontaires, pour produire des sacs en jeans recyclés. Réunis au salon régional se tenant au couvent des Jacobins à Rennes le 18 mai 2018, la mini-entreprise du collège obtient comme récompense deux prix, le « prix de la Relation client » et celui de « vice champion catégorie collège ». Le 21 juin 2018, des membres de cette mini-entreprise, lors du passage du président de la République Emmanuel Macron à Guilvinec, lui remettent un modèle de leur sac.

### Anciens élèves
- Jean-Luc Tanneau, maire de Guilvinec depuis 2012

### Enseignants
- Guy Riou, professeur de breton, présentateur sur France Bleu Breiz Izel[28].
- Robert Gouzien, professeur d'histoire-géographie et de breton (1994-2007)

## Galerie

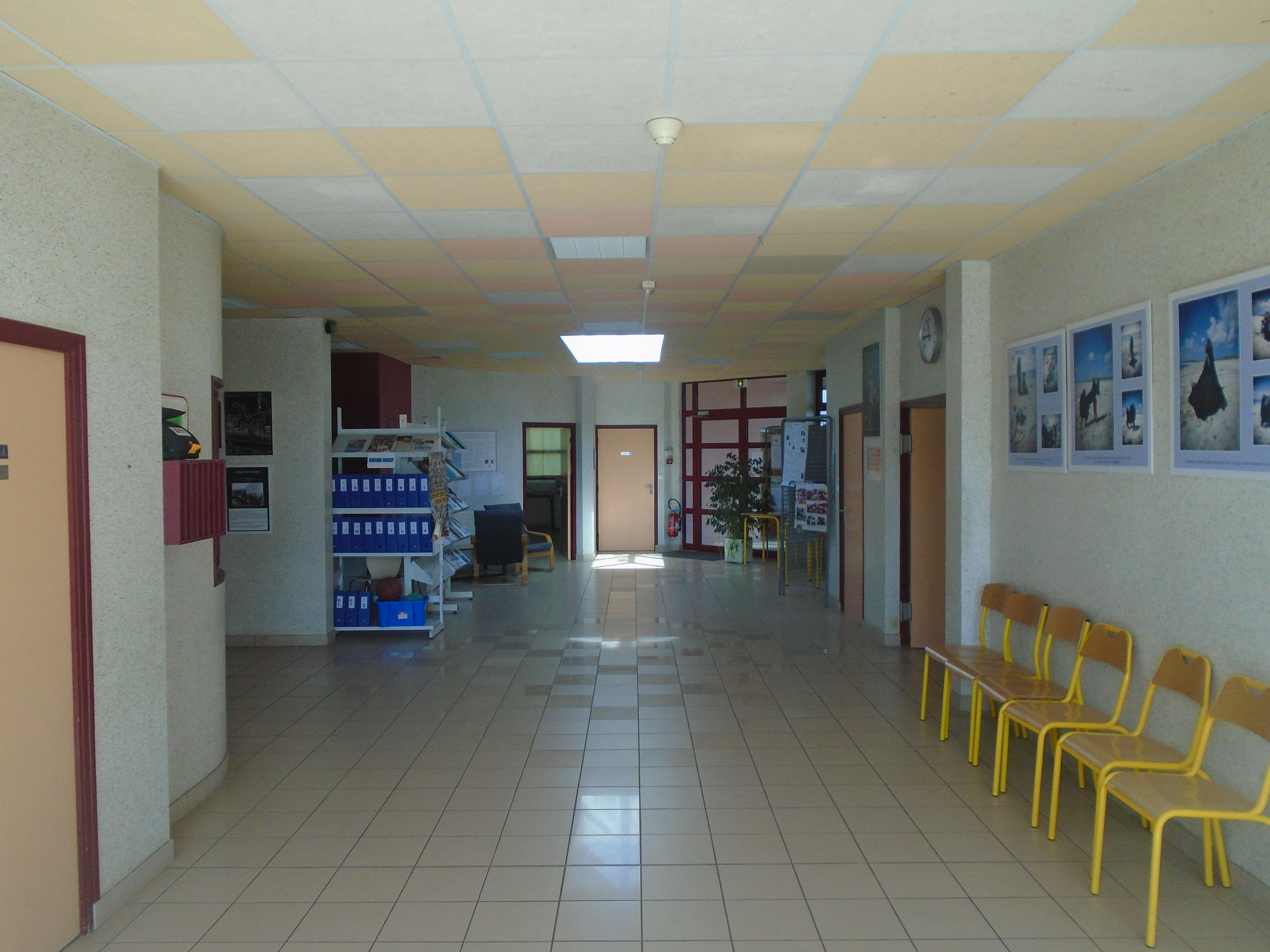
hall intérieur du collège
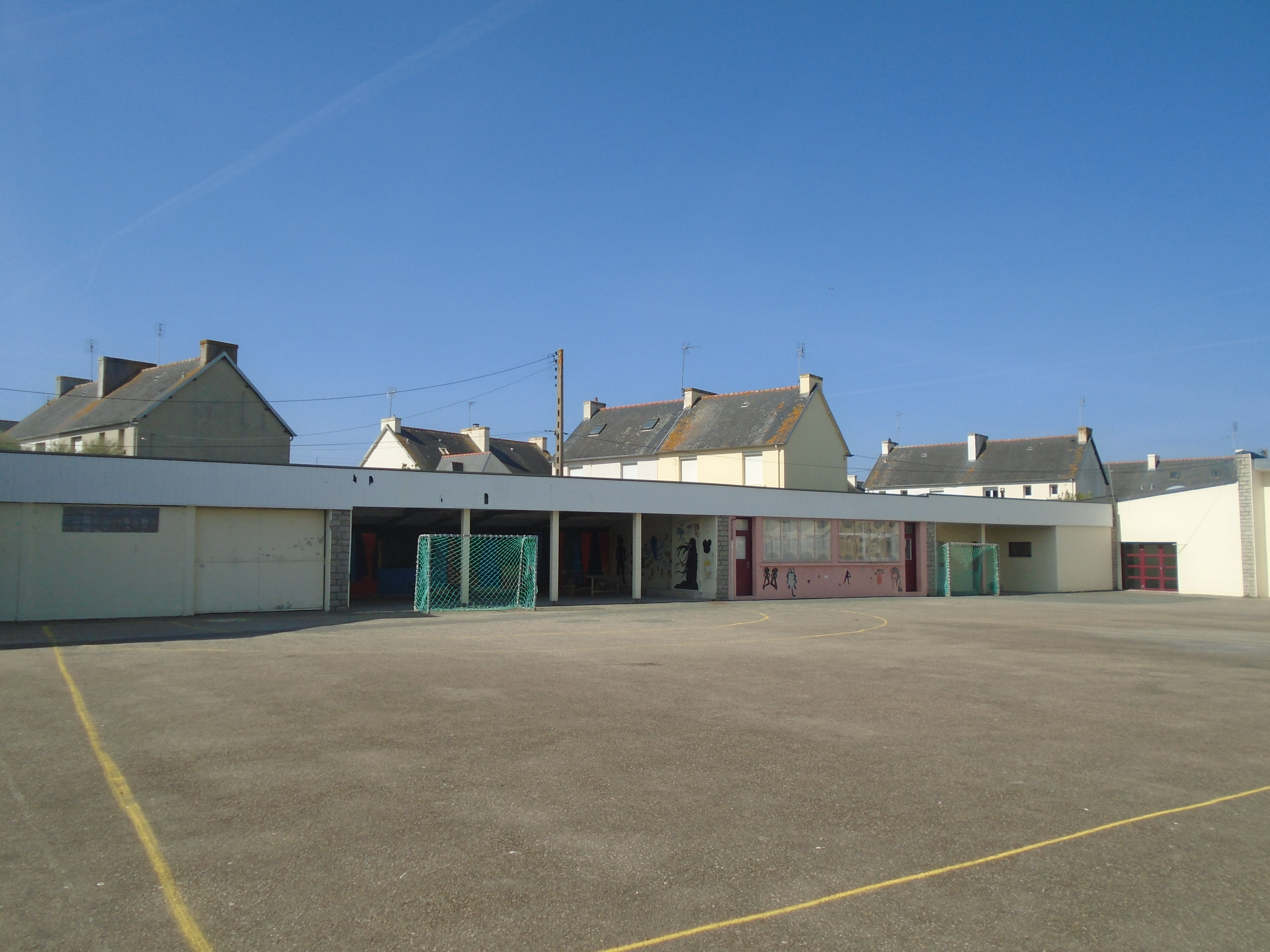
Cour et préau
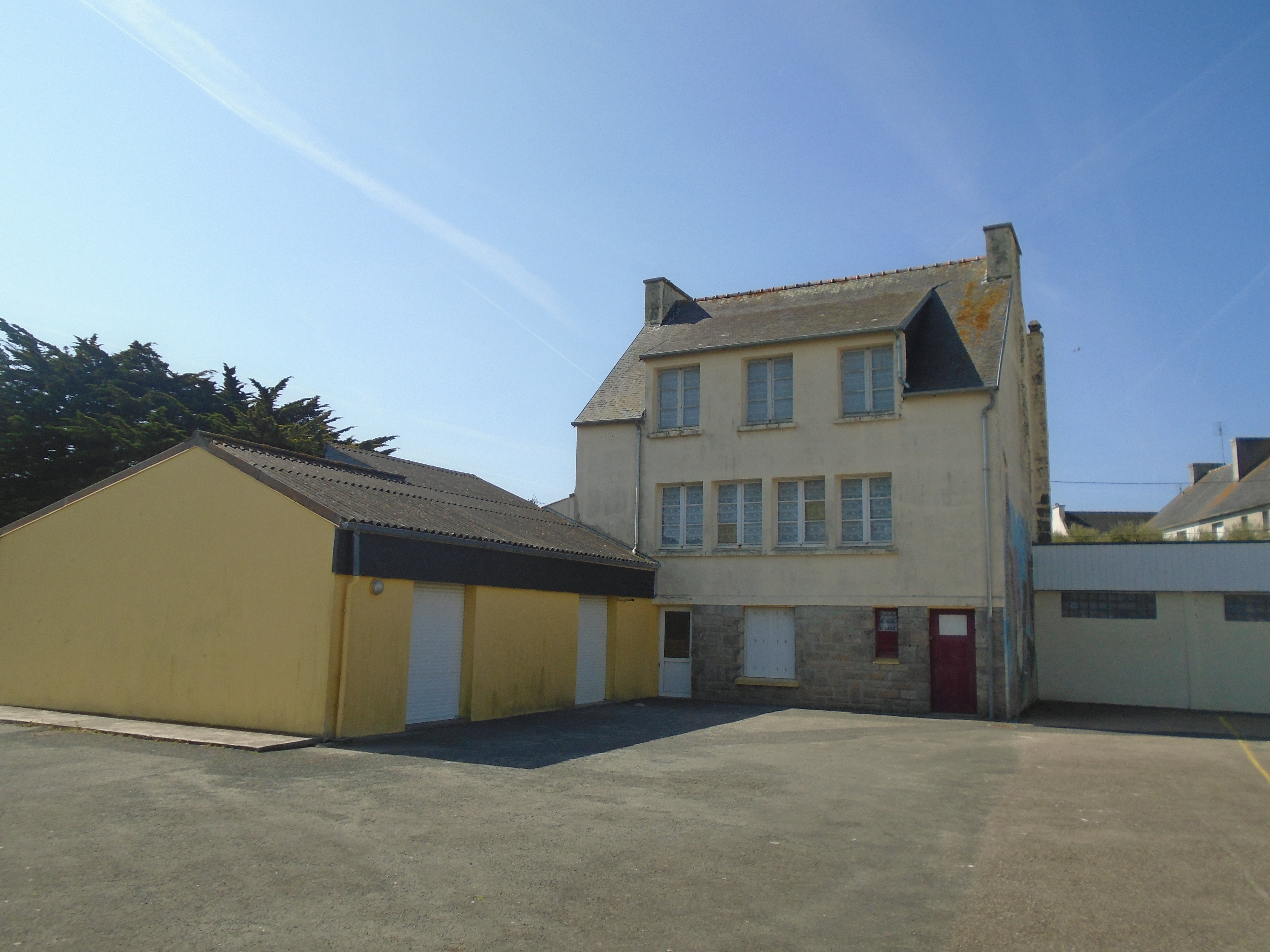
Self-service et maison des Frères
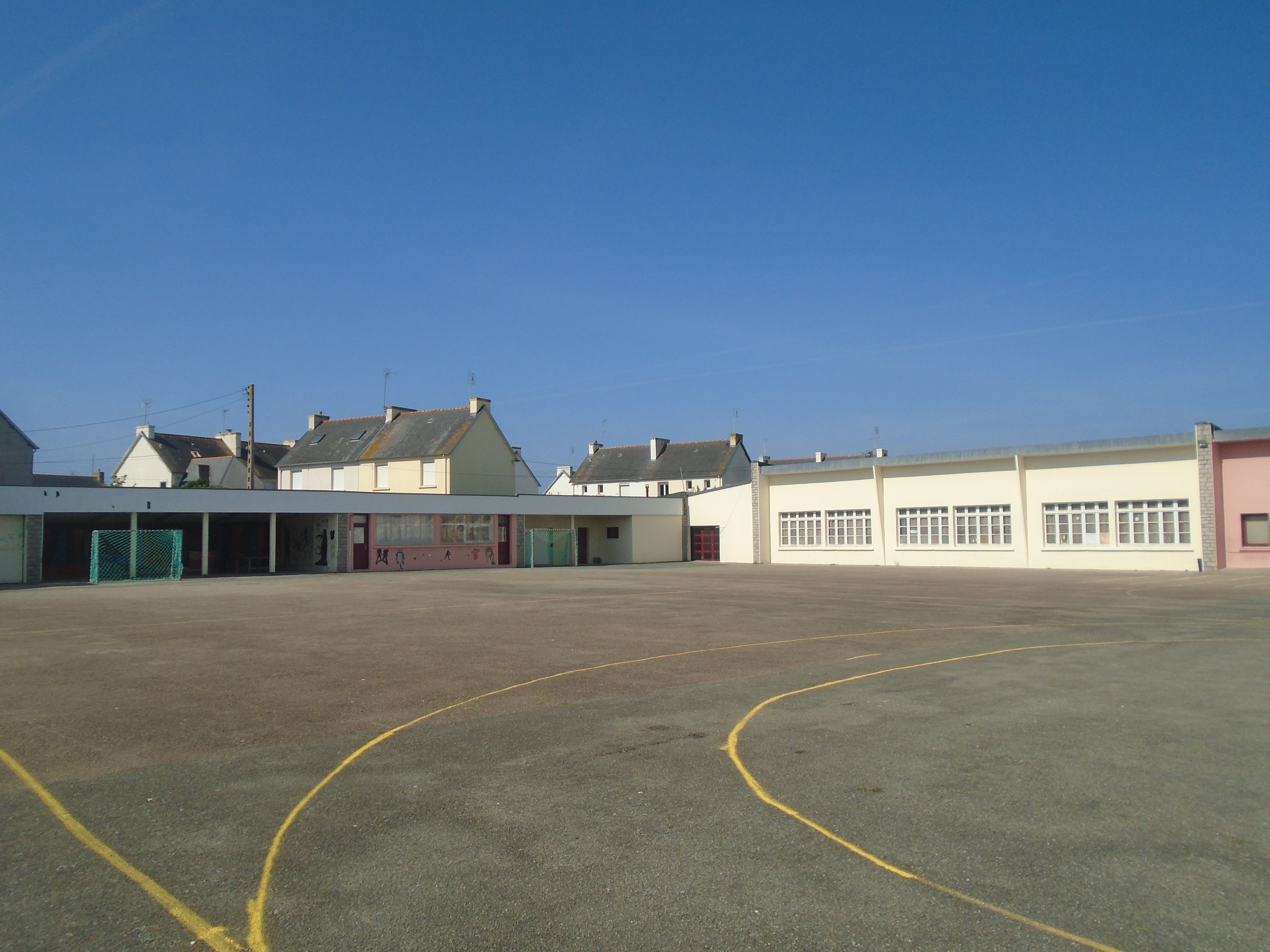
Cour, collège et préau
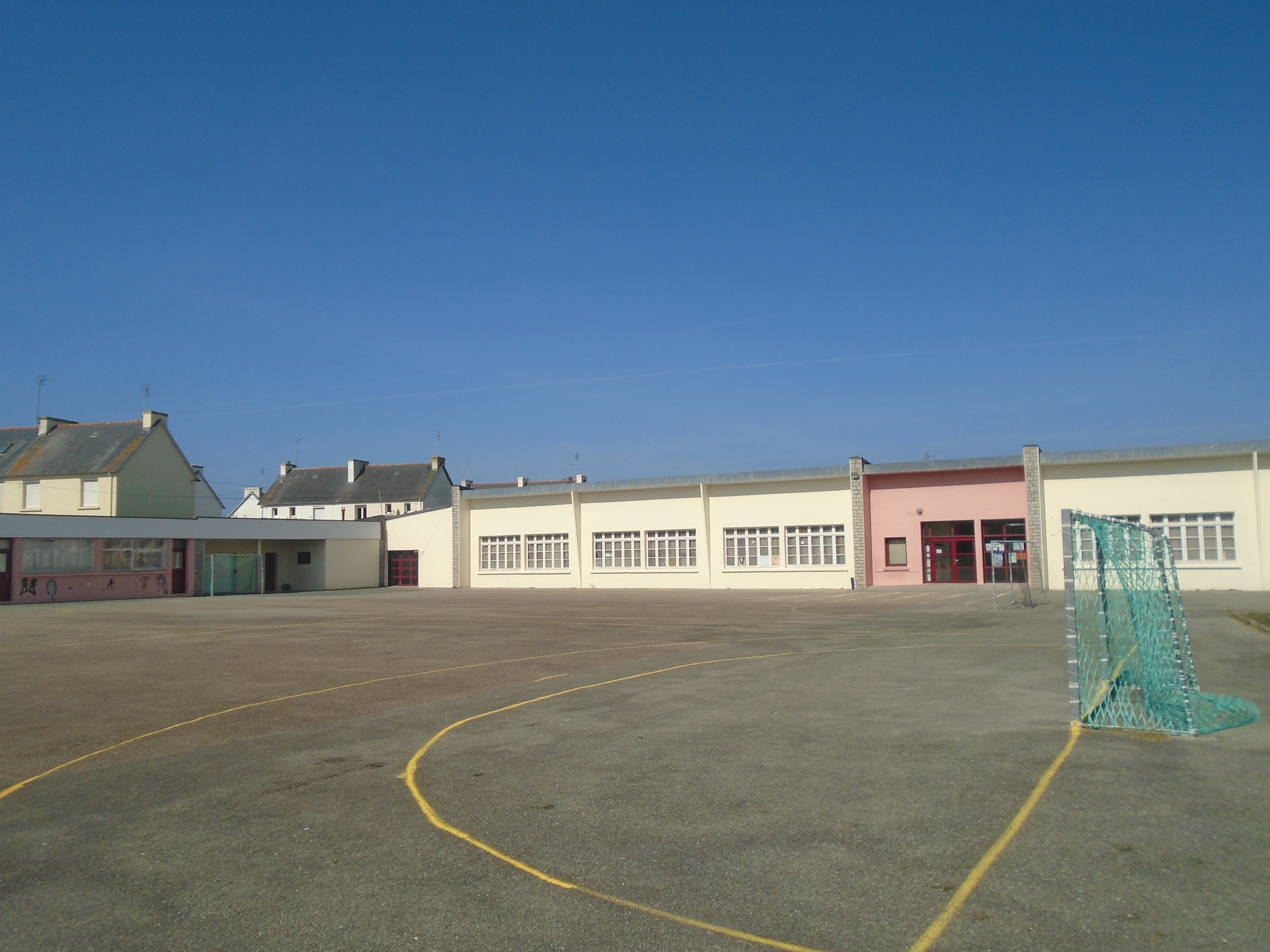
Cour et collège
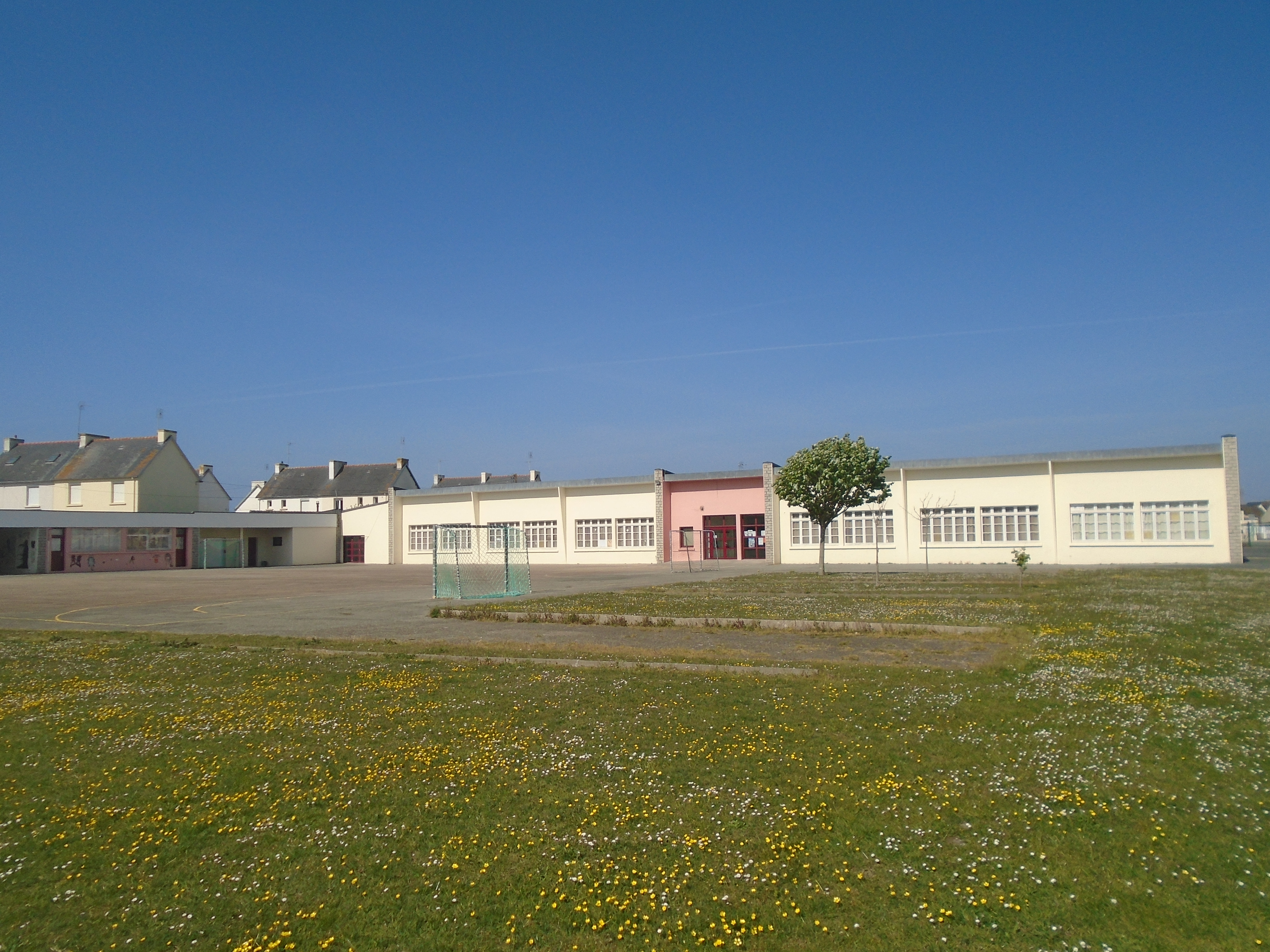
Cour et collège

## Sources, notes et références

### Sources
- Pierre-Jean Berrou, Bulletin municipal n°14, 120 ans d’Histoire du Guilvinec, 1999.
- Collectif, Centenaire de la paroisse du Guilvinec, éditions Le Signor, 1982, 64 p.
- Louis Beauvineau, Histoire des Frères de Saint-Gabriel, Rome, 1994, 613 pages.
- Robert Baud, Les cent ans d'un établissement scolaire bigouden l'école Saint-Gabriel-Notre-Dame des Carmes, 1894-1994, Édition : Pont-L'Abbé : Saint-Gabriel-Notre-Dame des Carmes, 1995, p. 263 - 264.
- Annales du frère Gwénaël Jaffry, premier directeur de l'école Saint-Joseph, dite "du patronage", de 1949 à 1956.
- Palmarès souvenir, collège Saint-Joseph Le Guilvinec, année 1985 - 1986, p. 1.
- Palmarès souvenir, collège Saint-Joseph Le Guilvinec, année 1986 - 1987, p. 10 à 19.
- Palmarès souvenir, collège Saint-Joseph Le Guilvinec, année 1988 - 1989, p. 8 et 9.
- Palmarès souvenir, collège Saint-Joseph Le Guilvinec, année 1989 - 1990, p. 13 à 24.
- Palmarès souvenir, collège Saint-Joseph Le Guilvinec, année 1990 - 1991, p. 13 à 24.